# Donuzlav
Il Donuzlav (in russo Донузлав) è il lago più profondo della Crimea. È classificato come paesaggio protetto dalla Repubblica autonoma di Crimea.
Nel 1961 la lingua sabbiosa larga 200–400 metri che lo separava dal Mar Nero è stata scavata ricavando un canale largo 200 metri. L'acqua del lago è salata.